# Chris Carson
Christopher Dewayne „Chris“ Carson (geboren am 16. September 1994 in Biloxi, Mississippi) ist ein ehemaliger US-amerikanischer American-Football-Spieler auf der Position des Runningbacks. Er spielte College Football für Oklahoma State und stand fünf Jahre lang bei den Seattle Seahawks in der National Football League (NFL) unter Vertrag.

## College
Carson wuchs in Lilburn, Georgia, auf und ging dort auf die Parkview High School. Nach zwei Jahren am Junior College spielte Carson 2015 und 2016 für die Oklahoma State University – Stillwater. In seinen zwei Jahren am College erlief Carson 13 Touchdowns und 1.076 Yards Raumgewinn. Wegen eines schwachen Starts in die Saison und einer Daumenverletzung spielte er in seiner zweiten Saison nur als Backup, konnte aber dennoch mit 6,8 Yards Raumgewinn pro Lauf überzeugen. Bei nur 82 Laufversuchen erzielte er 9 Touchdowns.

## NFL
Carson wurde im NFL Draft 2017 in der 7. Runde an 249. Stelle von den Seattle Seahawks ausgewählt. Er etablierte sich schnell als Stammspieler. Seine Rookiesaison endete jedoch vorzeitig, als er sich im vierten Spiel gegen die Indianapolis Colts den Knöchel brach und auf der Injured Reserve List platziert wurde.
Nach einer überzeugenden Preseason 2018 ging Carson als Starter in die Saison. In der Regular Season wurde Carson zu einem der Schlüsselspieler in der Offense der Seahawks, die die stärkste Lauf-Offensive der Liga stellten. Carson erlief mit 1151 Yards die fünftmeisten Yards in der Liga, dabei erzielte er neun Touchdowns.
In der Saison 2019 stellte Carson mit 1239 Rushing-Yards einen neuen persönlichen Bestwert auf und belegte wiederum ligaweit den fünften Rang in dieser Statistik. Dabei erlief er sieben Touchdowns. Am 16. Spieltag verletzte er sich an der Hüfte und wurde auf die Injured Reserve List gesetzt. Damit fiel Carson für das letzte Spiel der Regular Season und die Play-offs aus. Um ihn zu ersetzen, holten die Seahawks den zurückgetretenen Marshawn Lynch zurück.
In der Spielzeit 2020 verpasste er vier Spiele verletzungsbedingt. Er erlief 681 Yards und fünf Touchdowns, zudem kam er auf 287 Yards Raumgewinn im Passspiel bei vier gefangenen Touchdownpässen.
Nach dem Ablauf seines Rookievertrags einigte Carson sich im März 2021 mit den Seahawks auf einen Zweijahresvertrag über 14,625 Millionen Dollar. In der Saison 2021 kam Carson nur in den ersten vier Partien zum Einsatz, anschließend fiel er wegen einer Halswirbelverletzung für den Rest der Saison aus. Aufgrund dieser Verletzung beendete er seine Karriere im Juli 2022.

### NFL-Statistiken
| Saison                             | Team  | Spiele | Spiele | Rushing | Rushing | Rushing | Rushing | Rushing | Receiving | Receiving | Receiving | Receiving | Receiving | Fumbles | Fumbles |
| Saison                             | Team  | GP     | GS     | Att     | Yds     | Avg     | Lng     | TD      | Rec       | Yds       | Avg       | Lng       | TD        | Fum     | Lost    |
| ---------------------------------- | ----- | ------ | ------ | ------- | ------- | ------- | ------- | ------- | --------- | --------- | --------- | --------- | --------- | ------- | ------- |
| 2017                               | SEA   | 4      | 3      | 49      | 208     | 4,2     | 30      | 0       | 7         | 59        | 8,4       | 10        | 1         | 0       | 0       |
| 2018                               | SEA   | 14     | 14     | 247     | 1151    | 4,7     | 61      | 9       | 20        | 163       | 8,2       | 27        | 0         | 3       | 2       |
| 2019                               | SEA   | 15     | 15     | 278     | 1230    | 4,4     | 59      | 7       | 37        | 266       | 7,2       | 21        | 2         | 7       | 4       |
| 2020                               | SEA   | 12     | 12     | 141     | 681     | 4,8     | 29      | 5       | 37        | 287       | 7,8       | 29        | 4         | 1       | 0       |
| 2021                               | SEA   | 4      | 4      | 54      | 232     | 4,3     | 33      | 3       | 6         | 29        | 4,8       | 16        | 0         | 1       | 1       |
| Total                              | Total | 49     | 48     | 769     | 3502    | 4,6     | 61      | 24      | 107       | 804       | 7,5       | 29        | 7         | 12      | 7       |
| Quelle: pro-football-reference.com |       |        |        |         |         |         |         |         |           |           |           |           |           |         |         |